# 경주 경덕왕릉
경주 경덕왕릉(慶州 景德王陵)은 대한민국 경상북도 경주시에 있는 통일신라의 경덕왕의 무덤이다. 1963년 1월 21일 대한민국의 사적 제23호로 지정되었다.

## 개요
이 능은 신라 제35대 경덕왕(景德王, 재위 742년~765년, 김헌영)을 모신 곳이다. 구릉 경사면의 흙을 편평하게 깍아 축조했으며, 흙을 둥글게 쌓아 올렸다. 맨 아래에 지대석을 놓고 면석과 기둥 역할을 하는 탱석을 교대로 세우고, 탱석 두 칸 건너 하나씩 무인복을 입고 무기를 든 십이지신상을 돋을새김해 놓았다.
삼국사기 경덕왕조에 "모지사 서쪽에 장사지냈다"고 전하며, 삼국유사 왕력에 "처음 경지사 서쪽 봉우리에 장사지내고 돌을 다듬어 능을 만들었으나 뒤에 양장골 가운데에 이장했다"고 전한다.
경덕왕은 효성왕의 친동생으로 왕위를 계승하여 국가의 제반제도를 중국식으로 개편하고, 지방제도를 완비하였다. 굴불사와 불국사를 창건하였으며, 황룡사 대종과 성덕대왕 신종도 만들었다.

## 참고 자료
- 경주 경덕왕릉 - 국가유산청 국가유산포털